# Општинска управа (Србија)
Општинска управа је један од органа општина у Србији. Општинска управа образује се као јединствени орган, а могу се образовати и општинске управе за поједине области у општинама са преко 50.000 становника. Унутар општинске управе за вршење сродних послова се могу образовати унутрашње организационе јединице.

## Надлежности
Управа има надлежности у виду:
- припреме нацрта прописа и других аката које доноси скупштина општине, председник општине и општинско веће
- извршавања одлука и других акта скупштине општине, председника општина и општинског већа
- решавање у управном поступку у првом степену о правима и дужностима грађана, предузећа, установа и других организација у управним стварима из надлежности општине
- обављање послова управног надзора над извршавањем прописа и других општих аката скупштине општине
- извршавања закона и других прописа чије је извршавање поверено општини
- обављање стручних и административно-техничких пословова за потребе рада скупштине општине, председника општине и општинског већа

Општинска управа у обављању управног надзора може:
- наложити решењем извршење мера и радњи у одређеном року
- изрећи мандатну казну
- поднети пријаву надлежном органу за учињено кривично дело или привредни преступ и поднети захтев за покретање прекршајног поступка
- издати привремено наређење, односно забрану
- обавестити други орган, ако постоје разлози, за предузимање мера за који је тај орган надлежан
- предузети и друге мере за које је овлашћена законом, прописом или општим актом

Овлашћења и организација за обављање послова управног надзора, ближе се уређују одлуком скупштине општине.

## Руковођење општинском управом
Општинском управом руководи начелник, без обзира да ли је јединствен орган или је организован у више управа. Начелник, за оба типа организације управе, може бити особа који испуњава следеће услове:
- има стечено високо образовање из научне области правне науке на основним академским студијама у обиму од најмање 240 ЕСПБ бодова, мастер академским студијама, мастер струковним студијама, специјалистичким академским студијама, специјалистичким струковним студијама, односно на основним студијама у трајању од најмање четири године или специјалистичким студијама на факултету
- има најмање пет година радног искуства у струци
- има положен државни стручни испит за рад у органима државне управе

Начелника општинске управе, односно управе за поједине области поставља општинско веће, на основу јавног огласа, на пет година. Начелник општинске управе може имати заменика који га замењује у случају његове одсутности и спречености да обавља своју дужност. Заменик начелника се поставља на исти начин и под истим условима као начелник. Руководиоце организационих јединица у управи распоређује начелник.